# Logis (Architektur)

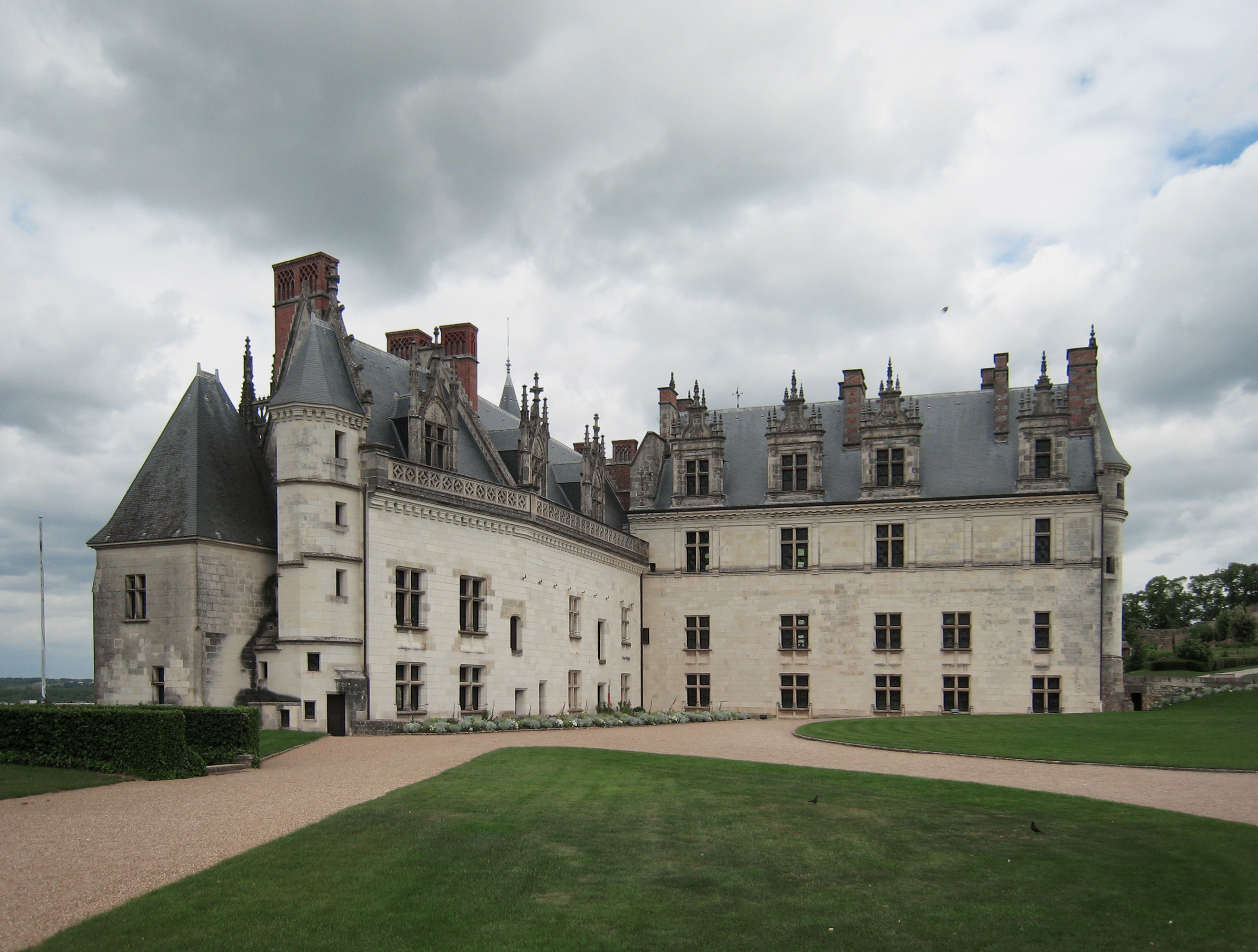
Das Logis du Roi des Schlosses Amboise

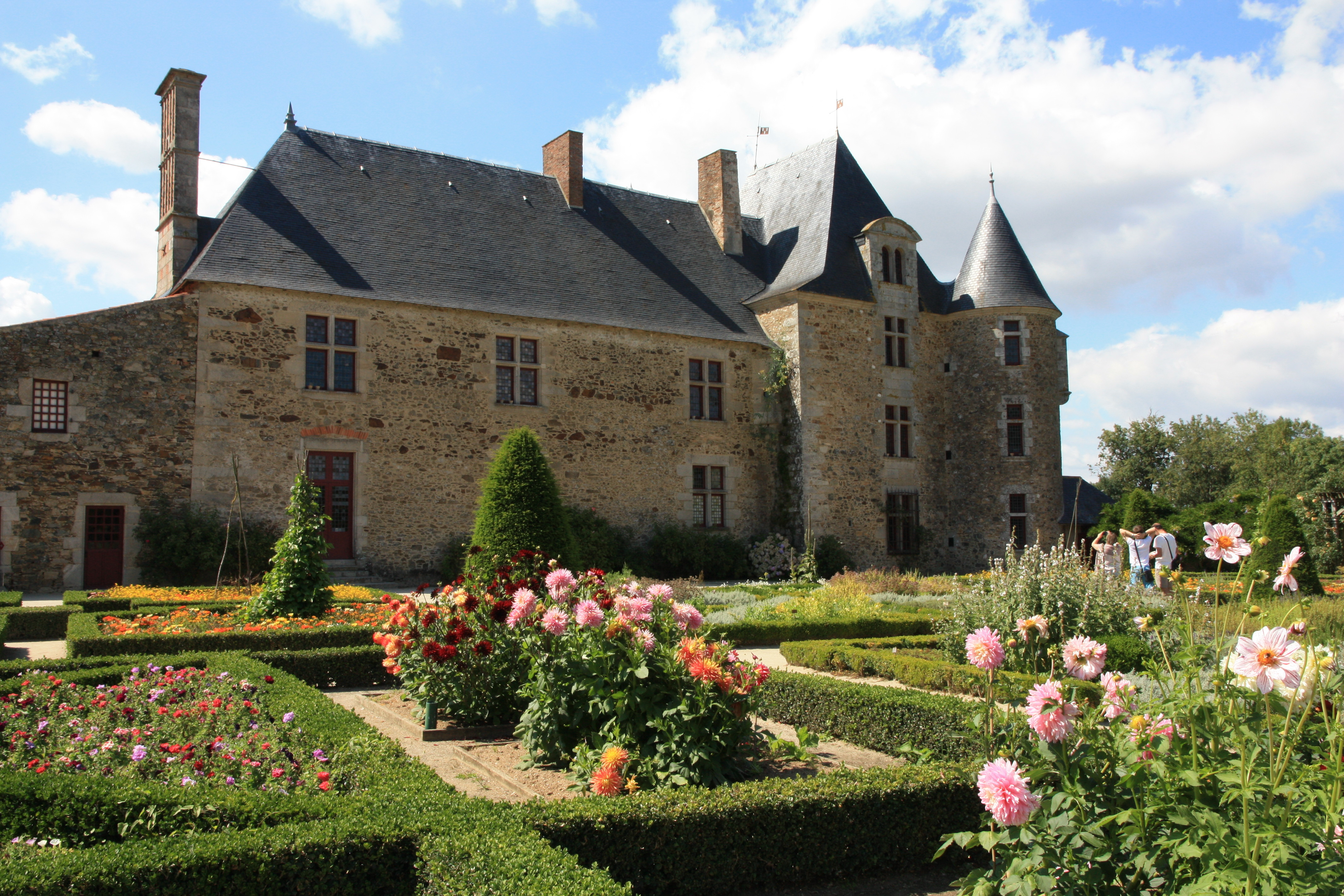
Das Logis de la Chabotterie in der Vendée

Mit Logis, vom französischen Wort loger für beherbergen, übernachten, wohnen, wird in frankophonen Gegenden das Hauptgebäude eines Schlosses bezeichnet, das vornehmlich zu Wohnzwecken genutzt wird. Bei mittelalterlichen Burgen ist sein Pendant der Palas bzw. der Saalgeschossbau der Anlage. In Frankreich werden oft auch schlicht gehaltene Landschlösser, die nur ein Gebäude umfassen, oder die Wohnbauten von Gutshöfen als Logis bezeichnet. Im deutschen Sprachgebrauch entspricht dies mehrheitlich dem Herrenhaus. Ebenso wird mitunter das schlossartige Wohngebäude des Abtes in einer Klosteranlage Logis genannt.
Ein Logis ist das herrschaftliche Wohnhaus, das normalerweise den Eigentümern der Anlage vorbehalten war. Dieses diente durch entsprechende architektonische Gestaltung auch zu Repräsentationszwecken. Durch seine Abmessungen sowie das Ausmaß an plastischen Dekorationen und die Verwendung von teuren Baumaterialien stellte der Schlossherr zugleich seinen Wohlstand zur Schau. Damit war das Logis nicht nur das ideelle, sondern meist auch das formale Zentrum einer Schlossanlage.
Für Gäste und Hofstaat gab es hingegen oft Unterkünfte in separaten Gebäuden, die Kavaliershäuser genannt werden. Bedienstete kamen in Gesindehäusern unter oder wohnten im Dachgeschoss des Logis.
Der verwandte Begriff Corps de Logis bezeichnet bei mehrflügeligen Wohnhäusern eines Schlosses ihren mittleren Gebäudetrakt ohne die Seitenflügel. Er ist in der Regel zum übrigen Gebäude formal hervorgehoben, zum Beispiel durch besonderen Schmuck oder einen Treppenturm.